# Retevirgula areolata
Retevirgula areolata är en mossdjursart som först beskrevs av Ferdinand Canu och Ray Smith Bassler 1923.  Retevirgula areolata ingår i släktet Retevirgula och familjen Calloporidae. Inga underarter finns listade i Catalogue of Life.